# Joseph Cao
Joseph Cao (în vietnameză: Cao Quang Ánh) (n. 13 martie 1967, Vietnam) este un politician și avocat american.
Este membru al Partidului Republican din Statele Unite.
În decembrie 2008, a fost ales în Camera Reprezentanților a Statelor Unite ale Americii, fiind primul vietnamez ales în această organizație.
S-a refugiat în anul 1976 în Statele Unite cu alți membri ai familiei.
La universitate a studiat fizica, dreptul și filozofia.
1. ↑   https://www.congress.gov/member/anh-cao/C001079 Lipsește sau este vid: |title= (ajutor)
2. ↑  Biographical Directory of the United States Congress, accesat în 7 februarie 2021
3. 1 2 3   http://bioguide.congress.gov/scripts/biodisplay.pl?index=C001079 Lipsește sau este vid: |title= (ajutor)